# Michael Daniel Jones
Michael Daniel Jones (15 de mayo de 1822-5 de noviembre de 1898) fue un pastor congregacionalista galés y director de un colegio sacerdotal, reconocido como fundador del asentamiento galés en la Patagonia y uno de los padres del moderno nacionalismo galés.
Jones nació en Llanuwchllyn, Merionetshire (Gwynedd). Después de su formación para el ministerio en Carmarthen y Londres, se trasladó a Estados Unidos y fue ordenado en Cincinnati. Luego de la muerte de su padre, regresó a Gales con el objetivo de sucederlo como director en el Colegio Sacerdotal en Bala.
Michael D. Jones es muy recordado por su plan de establecer un asentamiento galés en la Patagonia argentina en la década de 1860, donde el galés sería el lenguaje de la religión, el gobierno, el comercio y la educación. 
Michael D. Jones es reconocido como el primero en abogar por una solución política de defender la identidad galesa. En consecuencia, es considerado uno de los más trascendentes precursores del nacionalismo galés.